# Hologramme

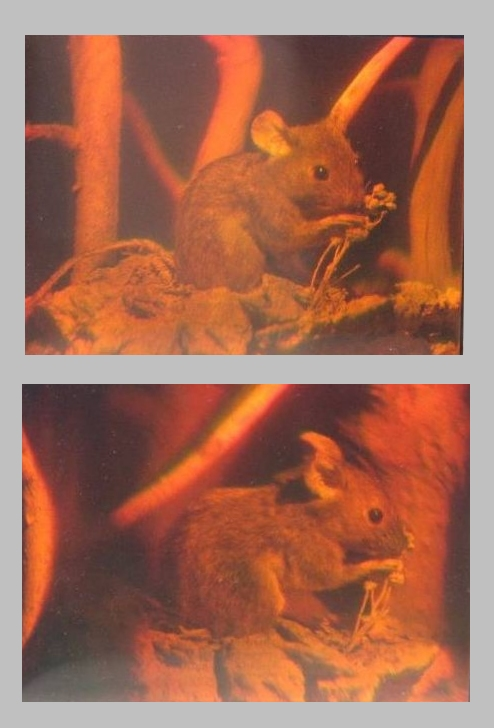
Deux photographies d'un même hologramme prises de points de vue différents.

L'hologramme est le produit de l'holographie. Il s'agit historiquement d'un procédé de photographie en relief. Aujourd'hui, un hologramme représente une image en trois dimensions apparaissant comme « suspendue en l'air ». Le mot hologramme provient du grec holos (« en entier ») et graphein (« écrire »).
Par abus de langage, on nomme « hologrammes » les dispositifs apposés sur des cartes bancaires, billets, passeports, boîtes de logiciels et autres objets dont on veut améliorer la non-reproductibilité. Leurs caractéristiques sont difficiles à reproduire par des faussaires, mais ils ne contiennent pas d'information 3D : le relief apparent s'inverse quand le dispositif est retourné de 180° (la tête en bas), et disparaît pour une rotation de 90°.
Un hologramme multicolore et stable a été réalisé en avril 2011 au Japon par une équipe dirigée par Satoshi Kawata, en lumière blanche ordinaire, en utilisant des « plasmons » (excitations électroniques se propageant à la surface d'un film métallique), sur la base de principes découverts à la fin des années 1990.

## Historique
Le principe de l'holographie a été imaginé en 1948 par le hongrois Dennis Gabor (D. Gabor, Nature, t. 161, 1948, p. 777). Ce travail s'est construit sur les recherches d'autres scientifiques : le polonais Mieczysław Wolfke en 1920 et l'anglais William Lawrence Bragg en 1939. Mais elle a d'abord été pensée par Jules Verne, dans son livre Le Château des Carpathes, en 1892.

La méthode a été perfectionnée et présentée par les chercheurs de l'université du Michigan Emmett Leith et Juris Upatnieks en 1964, à la suite de l'apparition du laser en 1961 qui a apporté le gain en luminance et les cohérences spatiale et temporelle nécessaires à leur enregistrement (E. Leith & J. Upatnieks, J.Opt. Soc. Am, t. 54, 1964, p. 1295).

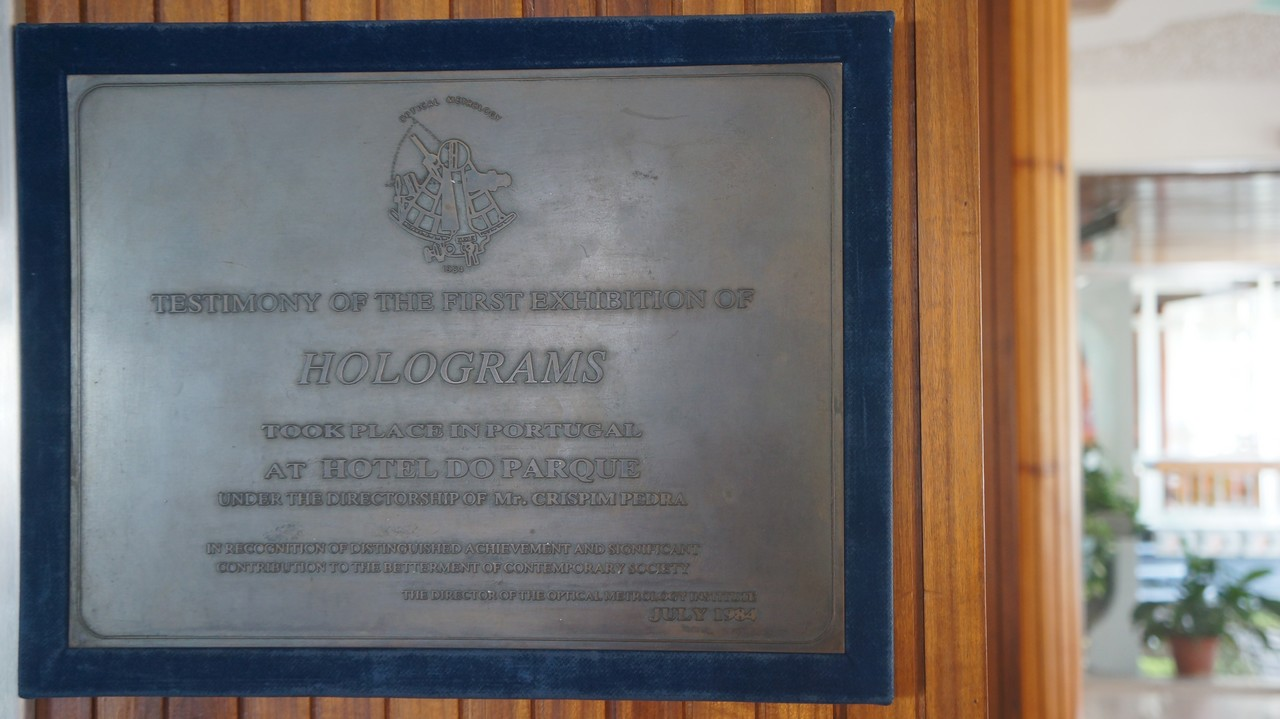
Plaque commémorative, Optical Metrology Institute - Première exposition d'hologrammes en 1984 à Viana do Castelo (Portugal).

## Hologramme photographique
Contrairement à la photographie traditionnelle, qui ne contient qu'une information bidimensionnelle, un hologramme contient une information tri-dimensionnelle. Il consiste en une image d'interférence entre les ondes issues de l'objet photographié et d'une partie du même faisceau laser utilisée pour éclairer l'objet. Les détails dans l'hologramme sont très petits (inférieurs au micromètre). Sa réalisation demande :
- des pellicules spéciales avec un grain très fin ;
- une disposition mécanique qui supprime ou compense des vibrations à des amplitudes inférieures au micromètre ;
- une source de lumière avec une distance de cohérence de l'ordre de grandeur de la distance entre l'objet photographié et la plaque sensible.

L'information de la totalité de la scène est distribuée sur toute la surface de l'hologramme. Un petit morceau d'un hologramme permet de reconstituer toute l'image[Quoi ?] . Mais la définition (netteté) de l'image sera plus faible et les angles sous lesquels on peut observer la scène seront plus restreints. Si l'on tourne l'hologramme, l'image pivote avec lui, mais conserve sa profondeur.
L'hologramme est enregistré avec une lumière monochromatique, ponctuelle et cohérente : le laser.
Il existe deux sortes d'hologrammes :
1. Les hologrammes à réflexion, qui s'éclairent à la lumière « ordinaire », comme celle produite par une lampe, si elle est bien orientée vers l'hologramme. Ce sont les plus courants ;
2. Les hologrammes à transmission, qui demandent pour être vus l'utilisation d'une lumière identique à celle qui a servi à les enregistrer : un laser.

### Principe
Il s'agit de bâtir des interférences entre la même lumière cohérente qui s'est réfléchie sur un objet et celle de la source.
On prend une plaque photographique et on prend un faisceau laser scindé (avec des miroirs semi-réfléchissants) en deux faisceaux cohérents. On en envoie un directement sur la plaque et l'autre sur l'objet à holographier où il est réfléchi sur la plaque. Les interférences entre les deux faisceaux vont imprimer une image 3D sur la plaque. Pour restituer l'image, il faut envoyer un faisceau laser sous la plaque. Contrairement à une photographie où seule l'intensité est enregistrée sur la plaque, l'hologramme contient également une notion de distance (phase de l'onde) qui résulte de l'interférence avec le second faisceau.

### Principe de fonctionnement
Pour comprendre le principe de fonctionnement nous allons décrire l'enregistrement d'un hologramme mince d'une scène qui ne comporte qu'un seul point réfléchissant la lumière. Cette description est seulement schématique et ne respecte pas les échelles entre les objets et les longueurs d'onde. Elle ne sert qu'à comprendre le principe.

### Enregistrement d'un hologramme

Enregistrement de l'hologramme.

Dans la figure de droite on éclaire la scène avec des ondes planes venant de gauche. Une partie de cette lumière est réfléchie par le point représenté par un rond blanc. Seules les ondes réfléchies vers la droite ont été dessinées. Ces ondes sphériques s'éloignent du point et s'additionnent avec les ondes planes qui illuminent la scène. Là où les sommets coïncident avec des sommets et les creux avec des creux, il y aura un maximum d'amplitude. Symétriquement, quand des sommets coïncident avec des creux, l'amplitude sera moindre. Il faut remarquer qu'il y a des points de l'espace qui correspondent toujours à un maximum d'amplitude et d'autres qui correspondent toujours à un minimum d'amplitude.
On place une surface photosensible à l'endroit indiqué par des pointillés. La surface sensible subira un maximum d'exposition là où l'amplitude est maximale et moins là où l'amplitude est minimale. Après traitement adéquat de la plaque, les zones très exposées deviendront plus transparentes que les zones moins exposées. Dans la figure nous avons entouré de pointillés les zones qui deviendront plus opaques.
Il est intéressant de remarquer que si, pendant l'exposition, la plaque se déplace d'une demi longueur d'onde, une bonne partie des zones aura changé de peu exposé à plus exposé et réciproquement. Dans ce cas l'enregistrement échouera.

### Lecture de l'hologramme

Lecture de l'hologramme.

On éclaire l'hologramme avec des ondes planes venant de gauche. La lumière passe par les « trous » non opaques de l'hologramme, et chaque « trou » donne naissance à des ondes demi-sphériques qui se propagent à droite de la plaque. Dans la figure de droite nous avons dessiné uniquement le sommet de la partie plus intéressante de ces ondes. On constate que les ondes qui sortent des trous de la plaque s'additionnent pour donner des fronts d'onde sphériques similaires à ceux produits par la lumière diffusée par le point lumineux. Un observateur placé à droite de l'hologramme voit de la lumière qui semble sortir d'un point placé là où se trouvait le point réfléchissant. Ceci est dû au fait que l'hologramme ne laisse passer – ou favorise – que la lumière qui a la « bonne » phase au « bon endroit ».

### Un objet à la place d'un seul point
Dans la réalité, la lumière réfléchie par une petite partie d'un objet (le point de l'exemple précédent) est faible et ne peut que rendre des zones de l'hologramme un tout petit peu plus opaques ou transparentes. Ceci n'empêche pas la création des fronts d'onde demi-sphériques lors de la lecture de l'hologramme. Seulement l'observateur trouvera que le point n'est pas très brillant.
Un deuxième point réfléchissant ajoutera, lors de l'enregistrement, ses propres zones un peu plus claires ou sombres. À la lecture, le deuxième jeu de zones claires et sombres créera un autre ensemble de fronts d'onde demi-sphériques qui sembleront sortir de la position où se trouvait le deuxième point. Si le point se trouvait plus loin de la plaque, on le « verrait » plus loin et réciproquement. L'hologramme a enregistré l'information tridimensionnelle de la position des points.
Un objet étendu n'est autre chose qu'un ensemble de points. Chaque zone ponctuelle de l'objet crée des zones plus ou moins grises qui s'ajoutent sur la plaque. Chaque ensemble de zones grises crée, à la lecture, des ondes demi-sphériques qui semblent sortir du « bon » endroit de l'espace : nous revoyons l'image (virtuelle) de l'objet.
Dans la pratique ce type d'hologramme – mince et avec éclairage perpendiculaire – est très peu utilisé car les émulsions sensibles sont plus épaisses que la longueur d'onde. De plus les hologrammes droits donnent aussi des images réelles (dans le sens optique du terme) gênantes à la lecture.

### Applications
Les hologrammes peuvent être utilisés pour stocker de l'information, on parle alors de mémoire holographique.
Le développement du marché des lunettes de réalité augmentée a relancé de nouvelles recherches en holographie. En particulier l'idée d'utiliser des pixels holographiques comme supports de projection. Dans ce cas ce n'est pas l'image vue par l'utilisateur qui est holographique (bien qu'elle semble flotter dans l'air), mais bien son support.
Les hologrammes sont aussi utilisés pour la sécurité, car ils sont reproduits à partir d'un hologramme maître qui nécessite un équipement coûteux, spécialisé et technologiquement avancé, et sont donc difficiles à falsifier. On les trouve dans les billets de banque, les cartes de crédit et bancaires ainsi que dans les passeports, les cartes d'identité, et les produits.
L'authentification d'un hologramme nécessite une acquisition photographique pour mesurer la luminosité de plusieurs de ses parties et la comparaison cette acquisition avec une autre faite précédemment du même point de vue. Cette acquisition doit être complétée par une acquisition complémentaire soit d'un autre point de vue, soit sous un éclairage différent pour vérifier que cela entraîne une modification de l'aspect de l'hologramme. Ceci peut être fait avec un smartphone, sans équipement supplémentaire, en utilisant des moyens optiques pour déterminer la position dans laquelle se trouve le smartphone par rapport à l'hologramme.

## Techniques souvent confondues avec des hologrammes
Certains effets produits par des techniques comme l'impression lenticulaire, l'illusion du fantôme de Pepper (procédé de théâtre optique), les appareils d'affichage volumétrique et toutes sortes d'affichages transparents, sont souvent qualifiés d'hologrammes. La technique du fantôme de Pepper, étant la plus simple à réaliser, est souvent utilisée par les affichages 3D qui prétendent être holographiques. Bien que l'illusion originale, fonctionnant avec des miroirs, ait été conçue pour le théâtre et nécessite des personnes et objets physiques réels situés derrière la scène, des variantes modernes remplacent l'objet source par un écran numérique, qui affiche des images filmées ou générées par ordinateur. La réflexion, qui semble flotter dans l'air, est cependant plate, donc moins réaliste que si l'objet réfléchi était vraiment en trois dimensions.
En 2006, lors de la présentation de la collection automne-hiver du couturier Alexander McQueen, un pseudo hologramme animé du modèle Kate Moss réalisé par l'artiste canadien Chris Levine est projeté au milieu du public (visible à 360°). Ce n'est pas un hologramme mais une projection de 4 images 2D sur les quatre côtés d'une pyramide de verre.
À l'occasion de l'élection présidentielle américaine de 2008, la chaîne américaine CNN prétend utiliser pour la première fois un hologramme à la télévision. Sur le plateau, le présentateur parle avec l'« hologramme » d'une journaliste, présente à 1 250 km de là, puis avec celui de plusieurs invités dont l'artiste Will.i.am. En réalité, il ne s'agit pas de véritables hologrammes, le présentateur ne pouvait pas les voir et parlait donc dans le vide avec un simple retour écran ; l'image reconstituée étant intégrée à la vidéo diffusée en temps quasi-réel. Il s'agit là d'une simulation d'hologramme, la technique étant celle d'une incrustation vidéo qui ne donne qu'à l'image TV l'impression holographique (le présentateur, lui, n'est en face de rien, même pas une image). La technique utilisée est la tomographie, notamment utilisée en imagerie médicale.
D'autres applications ont été faussement imputées à l'holographie, par exemple les prestations de Gorillaz et de Madonna aux Emmy Awards, qui représentent une simple projection animée sur un écran, jouant sur le principe d'une illusion d'optique.
Au Japon, un concert a été donné par une chanteuse « hologramme » (le terme étant usé abusivement puisqu'il s'agit en réalité d'une image projetée sur un fond en verre). Le personnage Hatsune Miku du logiciel Vocaloid était représenté sur scène accompagnée de vrais musiciens devant des centaines de spectateurs lors du concert Miku 39s Giving Day.
En 2011, le DJ Eric Prydz lance une série de concerts EPIC dans laquelle il utilise des hologrammes.
En 2011 à Pékin, la compagnie Burberry a produit un défilé incluant des mannequins projetés en taille réelle. En 2012 en France, des procédés similaires ont permis de faire défiler des mannequins virtuels à l'exposition Lingerie française à Paris.
Le 15 avril 2012, à l'occasion du festival Coachella, a eu lieu le premier duo entre l'artiste hip-hop Snoop Dogg et une reproduction holographique (calculée en 3D mais toujours affichée en 2D) du rappeur mythique Tupac Shakur. Celle-ci fut créée par le studio AV Concepts d'après une idée originale de Dr. Dre et grâce à l'approbation d'Afeni Shakur (la mère de l'artiste mort en 1996). La création de l'hologramme, qui dura plus de quatre mois et qui coûta quelques centaines de milliers de dollars, ne fut pas de tout repos selon les dires de Nick Smith, président de la firme chargée de la production…
En 2015, l'entreprise américaine Leia Inc. (enréférence à la princesse Leia de Star Wars) présidée par le physicien français David Fattal, annonce au Mobile World Congress de Barcelone des hologrammes dans nos portables. Ce dispositif holographique généré par un écran LCD spécial, mais ni plus épais, ni plus compliqué à fabriquer pourrait servir à de nouveaux jeux vidéo et usages du téléphone, dont pour la médecine.
Le 5 février 2017, Jean-Luc Mélenchon réalise le premier meeting politique en « hologramme » et en direct sur l'esprit des sciences et du partage en étant présent à la fois à Lyon et à Paris. Le prince Charles, le président Erdoğan et d'autres, avant Mélenchon, se sont livrés au même exercice mais en différé.
Tous ces événements utilisaient une simple projection vidéo depuis le plafond de la salle sur le sol transformé en écran, reflété par un film-miroir semi transparent placé à 45°, créant une illusion d'optique.